# WWE Battleground
WWE Battleground ist eine Wrestling-Veranstaltung der WWE, die jährlich als Pay-per-View (PPV) ausgestrahlt wird. Sie wurde erstmals 2013 ausgetragen und ersetzte Over the Limit als WWE-PPV im Oktober. Seit dem Jahr 2014 wird sie im Monat Juli ausgetragen.

## Veranstaltungsdaten

### Übersicht
| Event                   | Datum           | Stadt               | Austragungsort        |
| ----------------------- | --------------- | ------------------- | --------------------- |
| WWE Battleground (2013) | 5. Oktober 2013 | Buffalo, New York   | First Niagara Center  |
| WWE Battleground (2014) | 20. Juli 2014   | Tampa, Florida      | Tampa Bay Times Forum |
| WWE Battleground (2015) | 19. Juli 2015   | St. Louis, Missouri | Scottrade Center      |
| WWE Battleground (2016) | 24. Juli 2016   | Washington, D.C.    | Verizon Center        |
| WWE Battleground (2017) | 23. Juli 2017   | Philadelphia        | Wells Fargo Center    |

### 2013
| Matchart                                                 |                                                    |            |                                          | Zeit  |
| -------------------------------------------------------- | -------------------------------------------------- | ---------- | ---------------------------------------- | ----- |
| Singles-Match (Pre-Show-Match)                           | Dolph Ziggler                                      | bes.       | Damien Sandow                            | 10:22 |
| Hardcore-Match um die WWE World Heavyweight Championship | Alberto Del Rio (C)                                | bes.       | Rob Van Dam                              | 17:08 |
| Tag-Team-Match                                           | The Real Americans (Antonio Cesaro & Jack Swagger) | bes.       | Santino Marella & The Great Khali        | 07:11 |
| Singles-Match um die WWE Intercontinental Championship   | Curtis Axel (C)                                    | bes.       | R-Truth                                  | 07:36 |
| Singles-Match um die WWE Divas Championship              | AJ Lee (C)                                         | bes.       | Brie Bella                               | 06:37 |
| Tag-Team-Match                                           | Cody Rhodes & Goldust                              | bes.       | The Shield (Roman Reigns & Seth Rollins) | 13:54 |
| Singles-Match                                            | Bray Wyatt                                         | bes.       | Kofi Kingston                            | 08:27 |
| Singles-Match                                            | CM Punk                                            | bes.       | Ryback                                   | 14:47 |
| Singles-Match um die vakante WWE Championship            | Daniel Bryan                                       | No Contest | Randy Orton                              | 25:00 |

### 2014
| Matchart                                                              |                                    |                        | | Zeit  |
| --------------------------------------------------------------------- | ---------------------------------- | ---------------------- | --- | ----- |
| Singles-Match (Pre-Show-Match)                                        | Adam Rose                          | bes.                   | Fandango | 01:21 |
| Singles-Match (Pre-Show-Match)                                        | Cameron                            | bes.                   | Naomi | 03:12 |
| 2-out-of-3-Falls-Tag-Team-Match um die WWE Tag Team Championship      | The Usos (Jey Uso & Jimmy Uso) (C) | bes.                   | The Wyatt Family (Erick Rowan & Luke Harper) | 18:50 |
| Singles-Match um die WWE Divas Championship                           | AJ Lee (C)                         | bes.                   | Paige | 07:02 |
| Singles-Match                                                         | Rusev                              | bes. (durch Auszählen) | Jack Swagger | 09:45 |
| Singles-Match                                                         | Chris Jericho                      | bes.                   | Bray Wyatt | 15:03 |
| 19-Mann-Battle-Royal um die vakante WWE Intercontinental Championship | The Miz                            | bes.                   | Alberto Del Rio, Big E, Bo Dallas, Cesaro, Curtis Axel, Damien Sandow, Diego, Dolph Ziggler, Heath Slater, Kofi Kingston, R-Truth, Ryback, Sheamus, Sin Cara, The Great Khali, Titus O’Neil, Xavier Woods und Zack Ryder | 14:11 |
| Fatal-4-Way-Match um die WWE World Heavyweight Championship           | John Cena (C)                      | bes.                   | Kane, Randy Orton und Roman Reigns | 18:16 |

### 2015
| Matchart                                                |                                                          |            |                                     | Zeit  |
| ------------------------------------------------------- | -------------------------------------------------------- | ---------- | ----------------------------------- | ----- |
| Singles-Match (Pre-Show-Match)                          | King Barrett                                             | bes.       | R-Truth                             | 09:15 |
| Singles-Match                                           | Randy Orton                                              | bes.       | Sheamus                             | 16:54 |
| Tag-Team-Match um die WWE Tag Team Championship         | The Prime Time Players (Darren Young & Titus O’Neil) (C) | bes.       | The New Day (Big E & Kofi Kingston) | 08:50 |
| Single-Match                                            | Bray Wyatt                                               | bes.       | Roman Reigns                        | 22:05 |
| Triple-Threat-Match                                     | Charlotte                                                | bes.       | Brie Bella und Sasha Banks          | 11:30 |
| Singles-Match um die WWE United States Championship     | John Cena (C)                                            | bes.       | Kevin Owens                         | 22:11 |
| Singles-Match um die WWE World Heavyweight Championship | Seth Rollins (C)                                         | No Contest | Brock Lesnar                        | 09:00 |

### 2016
| Matchart                                               |                                                             |            |                                                    | Zeit  |
| ------------------------------------------------------ | ----------------------------------------------------------- | ---------- | -------------------------------------------------- | ----- |
| Tag-Team-Match (Pre-Show-Match)                        | Breezango (Fandango & Tyler Breeze)                         | bes.       | The Usos (Jey Uso & Jimmy Uso)                     | 05:30 |
| Tag-Team-Match                                         | Bayley & Sasha Banks                                        | bes.       | Charlotte & Dana Brooke                            | 07:25 |
| Sechs-Mann-Tag-Team-Match                              | The Wyatt Family (Braun Strowman, Bray Wyatt & Erick Rowan) | bes.       | The New Day (Big E, Kofi Kingston & Xavier Woods)  | 08:47 |
| Singles-Match um die WWE United States Championship    | Rusev (C)                                                   | bes.       | Zack Ryder                                         | 07:01 |
| Singles-Match                                          | Sami Zayn                                                   | bes.       | Kevin Owens                                        | 18:22 |
| Singles-Match                                          | Natalya                                                     | bes.       | Becky Lynch                                        | 09:03 |
| Singles-Match um die WWE Intercontinental Championship | The Miz (C)                                                 | No Contest | Darren Young                                       | 08:41 |
| Sechs-Mann-Tag-Team-Match                              | Big Cass, Enzo Amore & John Cena                            | bes.       | The Club (AJ Styles, Karl Anderson & Luke Gallows) | 14:30 |
| Triple-Threat-Match um die WWE Championship            | Dean Ambrose (C)                                            | bes.       | Roman Reigns und Seth Rollins                      | 18:03 |